# Seigō Kobayashi
Seigō Kobayashi (jap. 小林 成豪 Kobayashi Seigō; ur. 8 stycznia 1994) – japoński piłkarz występujący na pozycji pomocnika. Obecnie występuje w Oita Trinita.

## Życiorys

### Kariera klubowa
Od 2016 roku występował w klubie Vissel Kobe, skąd w 2018 wypożyczony był do Montedio Yamagata.
1 lutego 2019 podpisał kontrakt z japońskim klubem Oita Trinita, umowa do 31 stycznia 2020; bez odstępnego.